# Ligue d'improvisation montréalaise

Logo

La Ligue d'improvisation montréalaise (LIM) est un spectacle d'improvisation théâtrale québécoise basée à Montréal, fondée le 29 mai 1991  par le comédien et auteur Stéphane E. Roy. Les comédiens qui participent aux spectacles de la LIM, sont des comédiens professionnels considérés comme la relève de la scène théâtrale montréalaise. Ce spectacle se démarque des autres ligues d'improvisation québécoises par son approche d'expérimentation théâtrale plutôt que sur la compétition entre deux équipes.
La Ligue d'improvisation montréalaise se distingue des autres ligues d'impro par son approche créative tout à fait unique. Plutôt que d'opposer deux équipes en compétition, la LIM propose à chaque semaine de nouvelles avenues conceptuelles afin d'orienter deux troupes de cinq comédiens, improvisant ensemble sous la direction réfléchie d'un maître de jeu.
Cette approche différente de l'improvisation conventionnelle crée une ambiance qui lui est unique, une grande variété des tons de jeu, usant d'accessoires, de musique, et d'éclairages. En s'éloignant du style traditionnel du match l'improvisation, ce nouveau genre donne une plus grande liberté aux comédiens et permet au maître de jeu de créer à chaque semaine des nouvelles contraintes, des thèmes de soirée, des formats longs, des expérimentations théâtrales, etc. 

## Historique
Née le 29 mai 1991  du défunt Théâtre Les Loges, la LIM est fondée par le comédien et auteur Stéphane E. Roy. De la LIM est née La Limonade (en 1993) qui fut pendant longtemps le laboratoire d'expérimentation de la LIM pour finalement devenir une ligue à part entière. La LIM fonda aussi la Ligue des pamplemousses (1995), qui regroupe les équipes d'improvisation des principaux CÉGEPs du Québec.
Aujourd'hui, l'improvisation telle que pratiquée à la LIM puise maintenant sa force d'un jeu incarné, d'une grande collaboration entre les comédiens, d'une liberté d'écriture infinie et du soutien technique considérable de spécialistes à l'éclairage et à la musique.
Après le Théâtre des Loges la LIM s'installa au Métropolis, puis au Club Soda, ensuite au Musée Juste pour rire, ensuite au Bar Le Dogue et maintenant au Lion d'Or, tous les dimanches à 20h. La saison théâtrale de la LIM est du mois d'octobre au mois de juin chaque année.

## Galerie d'images

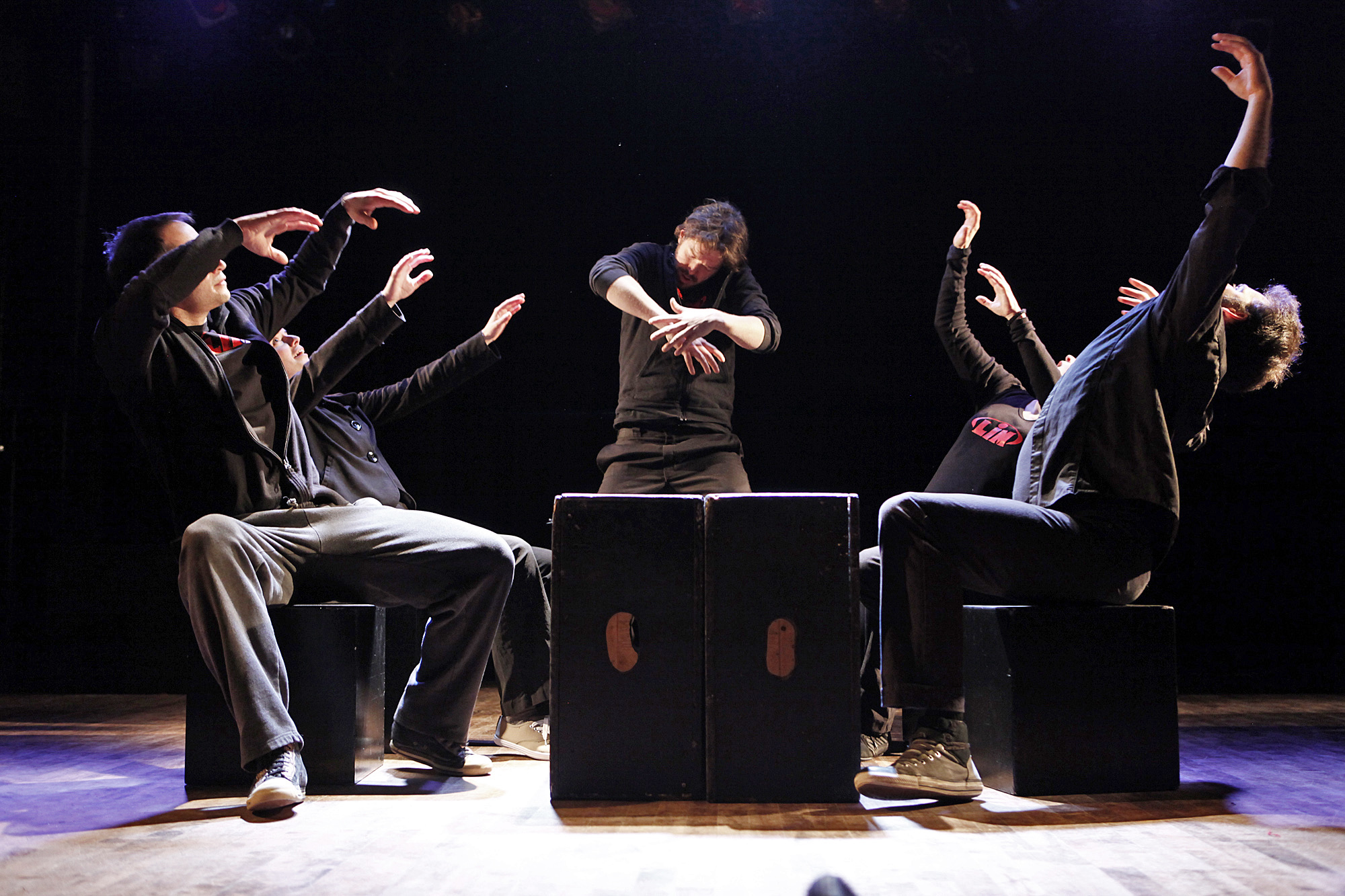
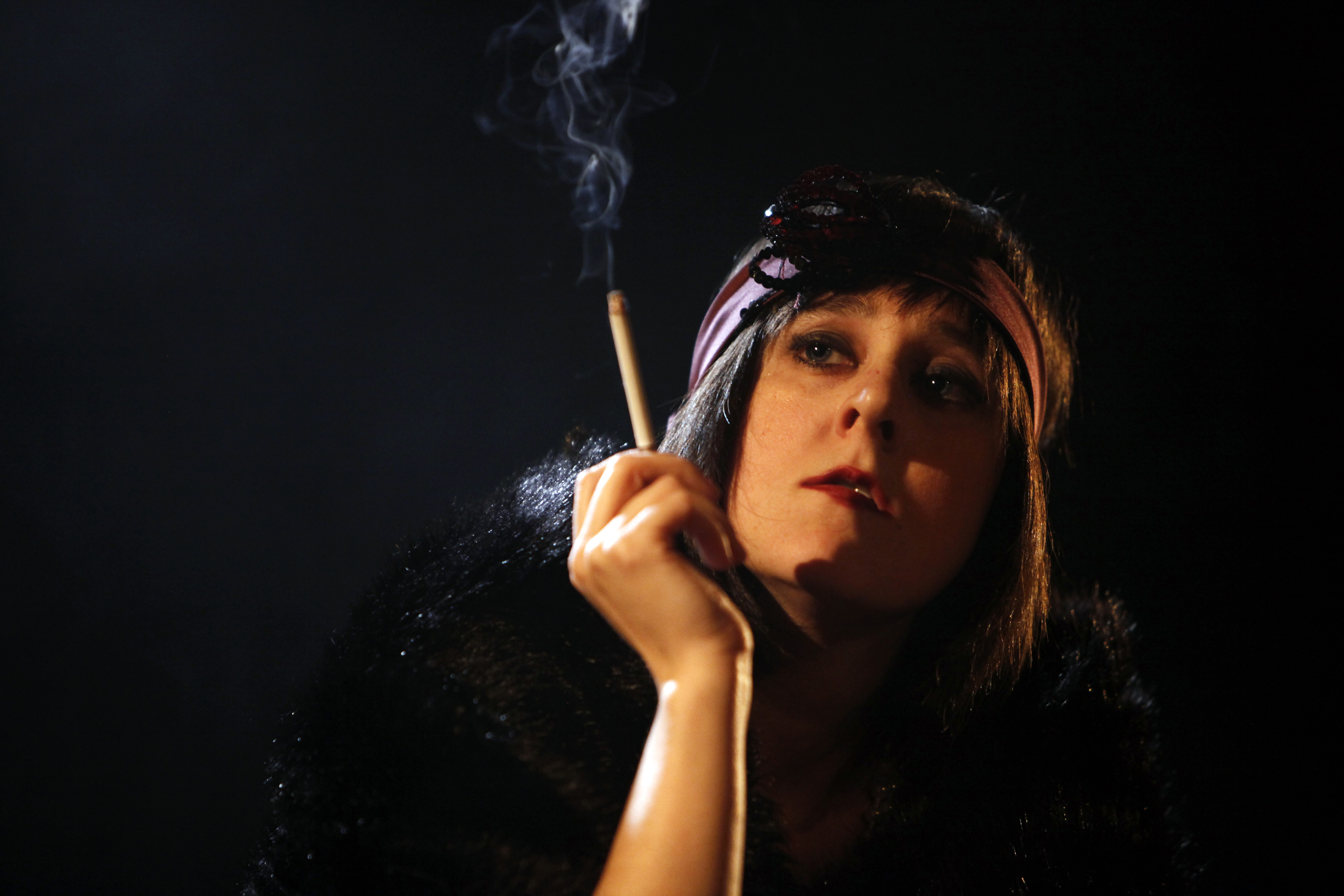
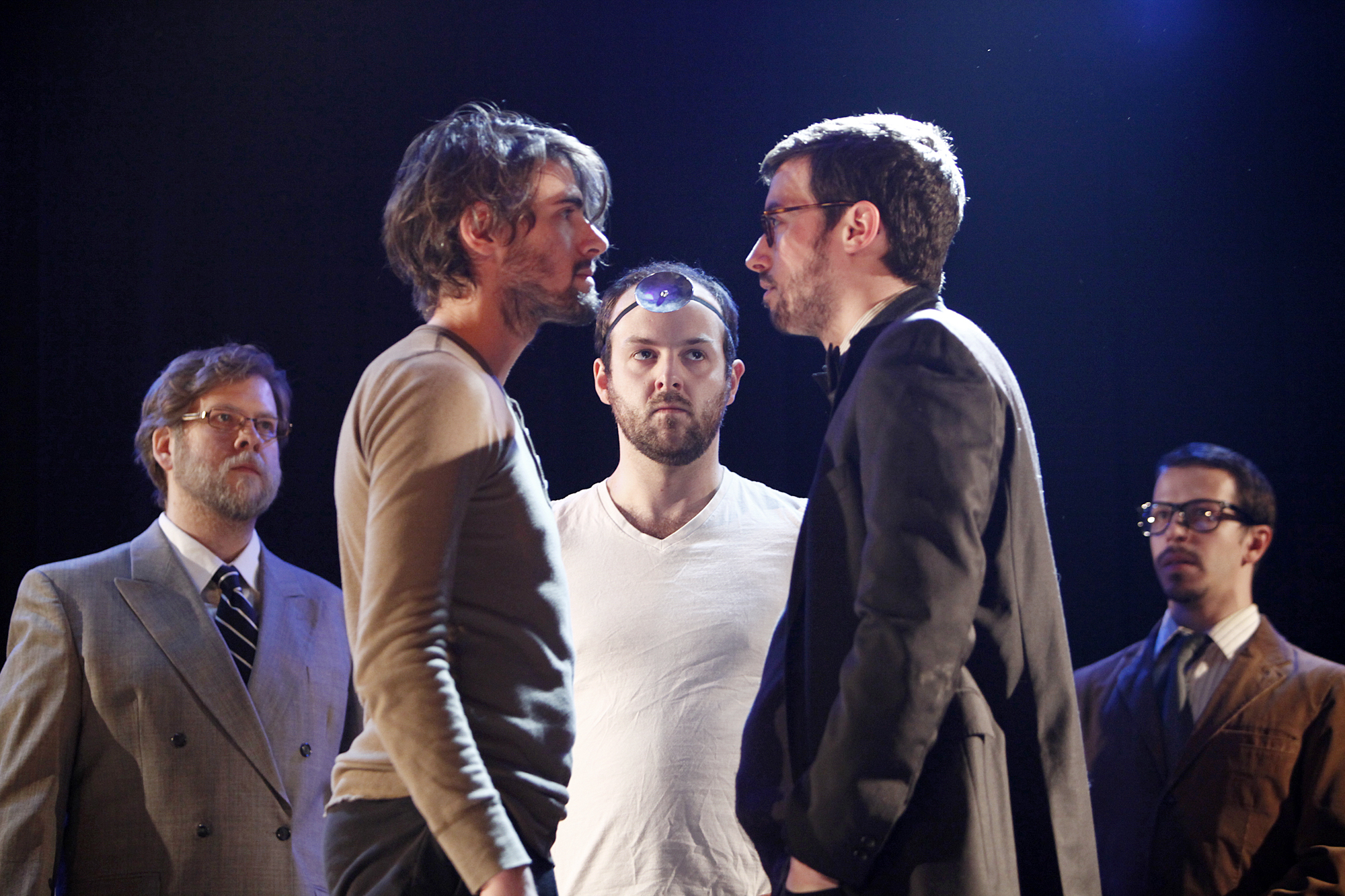
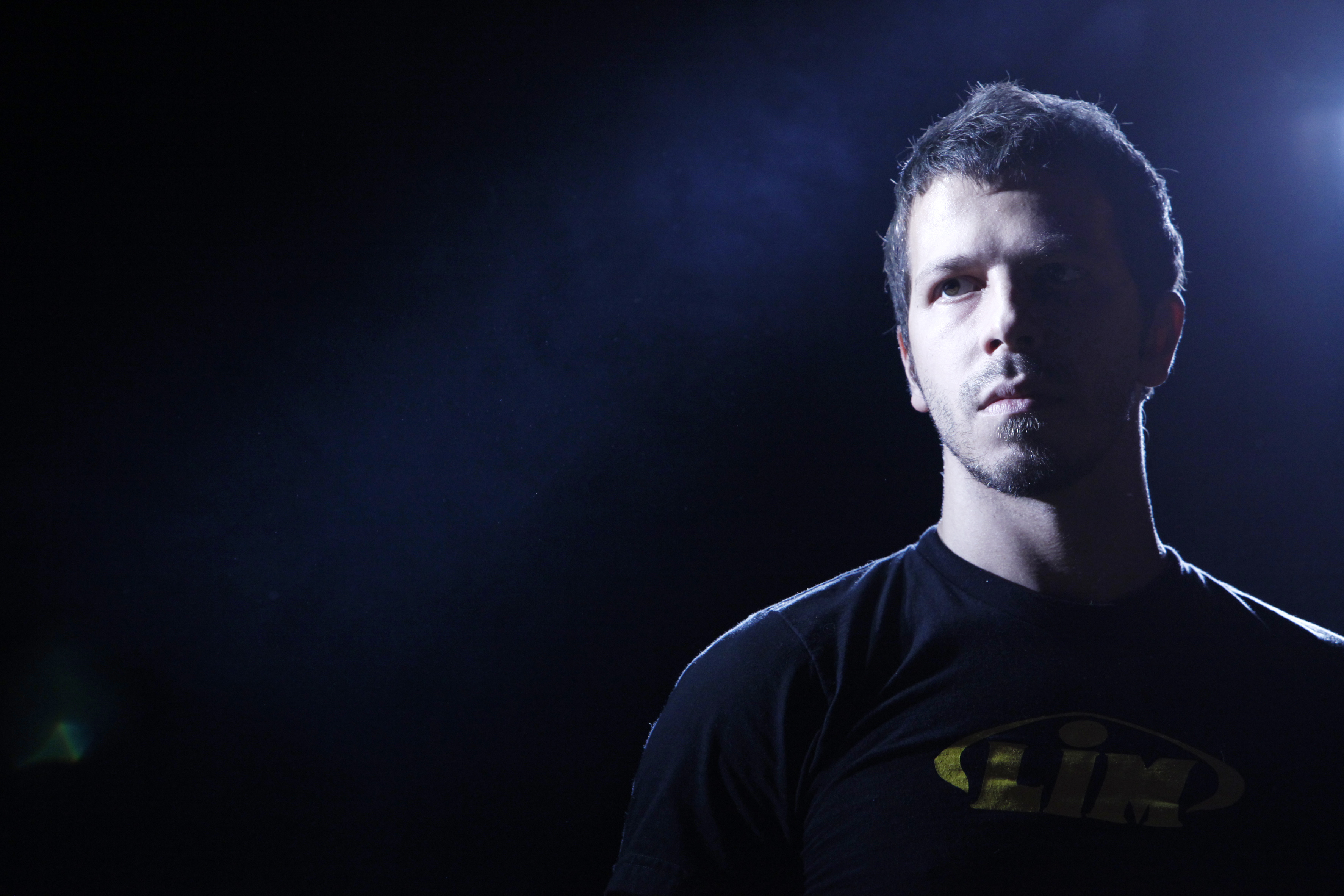
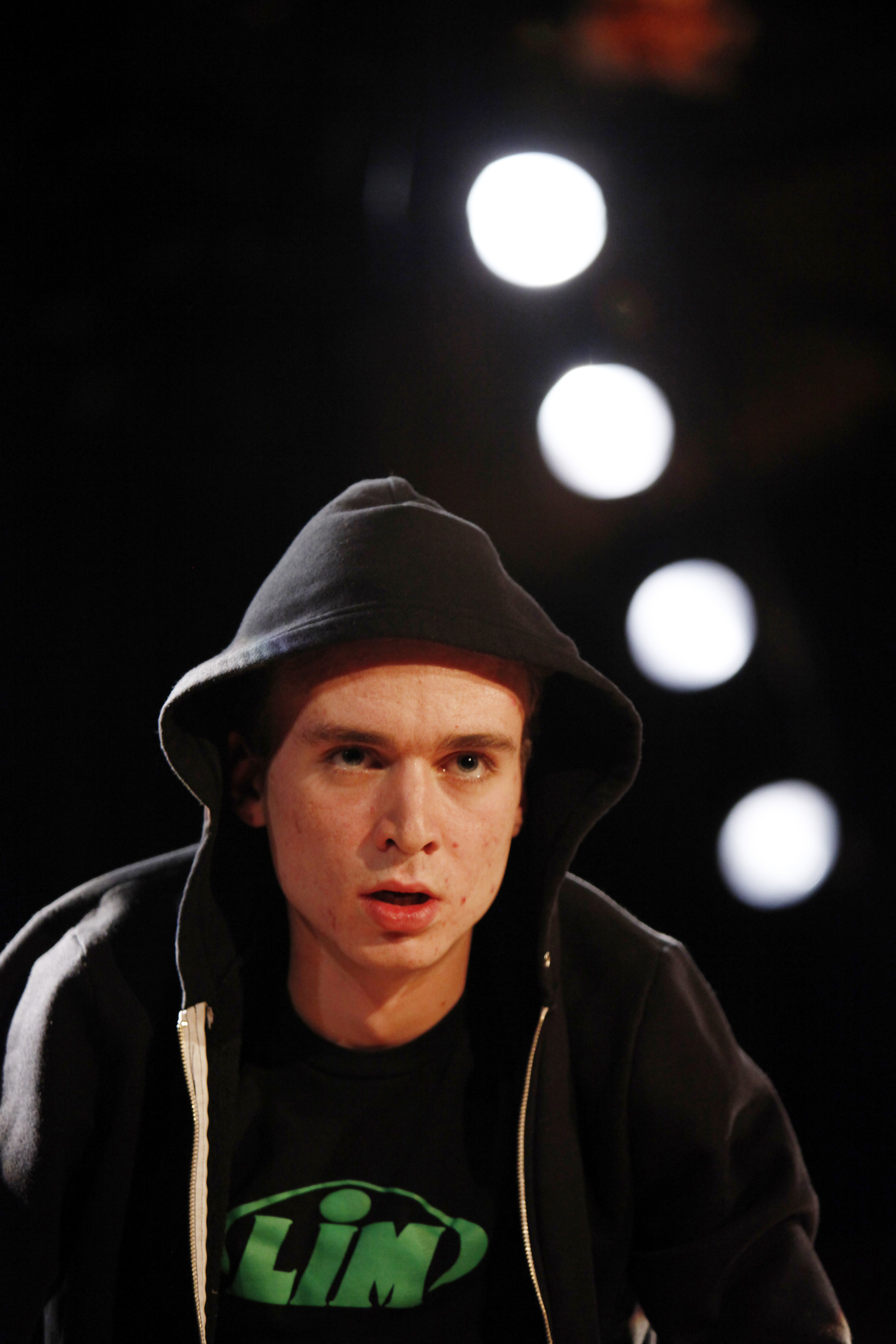

## Comédiens

### Comédiens actuels
- Delphine Bienvenu
- Martin Boily
- Suzie Bouchard
- Mathieu Bouillon
- Patrick Dupuis
- Jean-Philippe Durand
- Olivier Gaudet-Savard
- Corinne Giguère
- François Gilbert
- Florence Longpré
- Mira Moisan
- Joëlle Paré-Beaulieu
- Pascale Renaud-Hébert
- Simon Rousseau
- Marc St-Martin
- Sophie Bouchard
- Catherine Robert
- Brigitte Soucy
- David Leblanc
- Salomé Corbo
- Anaïs Favron
- Jean-Michel Girouard
- Pier-Luc Funk
- Nicolas Michon
- Marie-Êve Morency
- Anne-Marie Binette
- Corinne Fortin
- LeLouis Courchesne
- François Lachapelle

### Anciens comédiens
- Jean-François Aubé
- Stéphane Archambault
- Guy Baillargeon
- Sophie Caron
- Edith Cochrane
- Salomé Corbo
- Karine Desgroseillers
- Éric Desranleau
- Stéphane Fallu
- Anaïs Favron
- Martin Félip
- Frédérick Forget
- François Gagné
- Frédéric Giroux
- Hélène Godbout
- Soleil Guertin
- Dominic Hamel
- Benoit Lacaille
- Guy Laliberté
- Gaétan Laporte
- Guillaume Lemée
- Guy Lévesque
- Daniel Malenfant
- Sandy Manswell
- Gilles Martin
- Eric Morin
- Sophie Nadeau
- Laurent Paquin
- France Parent
- Martin Périzollo
- Martin Petit
- Nicolas Pinson
- Isabelle Quintin
- Yves Richard
- Benoit Rocheleau
- René Rousseau
- Stéphane E. Roy
- Anne-Marie Savoie
- Ken Scott
- Sharon Scott
- Roberto Sierra
- Martin St-Jean
- Claudine Tessier
- Anne-Élisabeth Bossé
- Tammy Verge
- Ève Landry
- Kim Despatis
- Simon Boudreault
- Frédéric Barbusci
- Monia Chokri
- Evelyne Brochu
- Denise Courtine - équipe école
- Pierre Daems - équipe école
- Claire Ledos - équipe école
- Gilles Lalonde - musique
- Bob Piché - musique